# سليمان حمد القصيبي
سليمان حمد القصيبي (توفي في 22 فبراير 2009) رجل أعمال ومستثمر سعودي. كان يشغل منصب الرئيس العام لمجموعة "شركة أحمد حمد القصيبي وإخوانه"، إحدى أبرز المجموعات التجارية، التي تنوعت استثماراتها في قطاعات الصناعة والبنوك والتجارة.

## مسيرته
يعتبر سليمان القصيبي آخر أبناء حمد القصيبي الذين يشكلون الجيل الأول من هذه العائلة. وقد كان يحتل مركزاً متقدماً في تصنيف مجلة فوربس الأميركية ضمن أثرياء العالم بثروة تقدر بحوالي 3 مليارات دولار.
وتُعد أعماله امتداداً لاستثمارات مجموعة القصيبي، وقد عمل والده حمد القصيبي منذ أربعينات القرن الماضي في التجارة والصرافة، قبل أن يتوسع نشاطه منتصف القرن الماضي ليشمل بناء مصنع لإنتاج البيبسي كولا، وبعد ذلك توسعت أعماله حين تعاقد مع شركة أرامكو النفطية لاستيراد معدات صناعية تحتاجها الشركة، وتنوعت استثمارات المجموعة لتشمل تشييد الفنادق حيث شيد في السبعينات فندق القصيبي بالخبر من فئة الخمسة نجوم. كما شملت أعمال المجموعة التأمين وامتلاك البواخر، وإنشاء مصانع تعليب المشروبات، كذلك شملت أعمال المجموعة قطاع السفر والسياحة، والإسمنت.

## العمل الخيري
ساهم سليمان القصيبي في دعم المشاريع الخيرية في المنطقة الشرقية، كما أسهم في تأسيس لجنة أصدقاء المرضى، وساهم في تأسيس لجان خيرية تتلقى التمويل من مجموعة القصيبي.

## روابط خارجية
- الرجل تعيد نشر حوار مع عبد العزيز القصيبي نشرته قبل 22 عاما
- Forbes.com: Forbes World's Richest People